# Miss You
«Miss You» —en español: «Te extraño»— es una canción del grupo británico The Rolling Stones, que se gestó en plena efervescencia de la música disco y que tomó varios elementos de ésta y fue mezclado con el rock tradicional de la banda, compuesto por Mick Jagger y Keith Richards, editado como sencillo e incluido en el álbum Some Girls de 1978.

## Inspiración y grabación
Aunque «Miss You» está acreditada a Mick Jagger y Keith Richards, la canción fue escrita por Jagger en marzo de 1977 influido por la música disco de Nueva York, durante unos ensayos con Billy Preston previos a los conciertos en el club El Mocambo (grabados para su álbum en vivo Love You Live). 
Jagger y Ron Wood insisten en que «Miss You» no fue concebida como una canción de disco, mientras que Richards sostiene "... «Miss You» es una canción disco jodidamente buena, estaba calculada que así fuera". En cualquier caso, lo que estaba pasando en las discotecas llegó a la grabación.
Charlie Watts dijo: "Muchas de las canciones de Some Girls, como «Miss You»... estaban fuertemente influenciadas por ir a las discotecas. Se puede oír mucho four-to-the-floor y batería estilo Philadelphia." Bill Wyman grabó su parte del bajo inspirándose en un demo grabado por Billy Preston. Chris Kimsey, quien fue el ingeniero de sonido durante la grabación de la canción, dijo que Wyman fue "... a bastantes clubes antes de conseguir esa línea de bajo resuelta", que Kimsey dijo "hizo esa canción." Jagger cantó una buena parte del coro usando falsete, al unísono con la armónica, la guitarra y el piano eléctrico.
A diferencia de la mayoría de las pistas de Some Girls, «Miss You» cuenta con varios músicos de estudio. Además de Sugar Blue que, según Wood, fue encontrado por Jagger tocando en las calles de París, e Ian McLagan toca el piano eléctrico Wurlitzer.
La versión de 12" de la canción dura más de ocho minutos y cuenta con instrumentación adicional y solos. Fue remixado por Bob Clearmountain. Esta versión, la primera edición de los Stones para 12", contiene repeticiones de la cinta y nueva letra agregada en el segundo verso. Esta versión se puede encontrar en el sencillo de «Don't Stop» y en el álbum Rarities 1971-2003 de 2005.

## Lanzamiento y éxito
"Miss You" se convirtió en el octavo y último número 1 de los Stones en Estados Unidos en su lanzamiento inicial en 1978. Llegó a la cima el 5 de agosto de 1978, terminando el reinado de siete semanas de «Shadow Dancing» de Andy Gibb. También alcanzó el número tres en el Reino Unido.
La canción originalmente fue de casi nueve minutos de duración, pero se editó a menos de cinco minutos para la versión del álbum. La versión del sencillo quedó en tres minutos y medio para poder pasarla más fácilmente en las radios. Con el fin de editarlo correctamente sin cortes y errores audibles, una mezcla separada fue construida y luego editado especialmente. El lado B del sencillo fue otra canción del álbum, «Far Away Eyes».
Una grabación en vivo fue capturada durante el Steel Wheels / Urban Jungle Tour y lanzada el álbum Flashpoint de 1991. Otras versiones en vivo han sido grabadas y / o filmadas, incluyendo una actuación de julio de 2013 en Hyde Park Live (2013) y una actuación de julio de 1995 en Totally Stripped (2016).
En 2004, la revista Rolling Stone la colocó en el puesto 496 en su lista de 500 Mejores Canciones de Todos los Tiempos.
La canción aparece en el episodio de estreno de la serie de televisión Miami Vice, «Brother's Keeper» y al principio de la película At Close Range de 1986.

## En directo
La canción es una de las más tocadas en vivo por el grupo. Desde que se publicara en 1978, ha estado presente en todas las giras del grupo, faltando en muy pocos conciertos.

## Personal
- Mick Jagger: voz principal y coros, guitarra rítmica.
- Keith Richards: guitarra principal y coros.
- Ron Wood: guitarra rítmica y coros.
- Bill Wyman: bajo
- Charlie Watts: batería.
- Ian McLagan: piano eléctrico.
- Sugar Blue: armónica.

## Posicionamiento en las listas y certificaciones
| Lista (1978)                                     | Mejor posición |
| ------------------------------------------------ | -------------- |
| Alemania Occidental (Offizielle Deutsche Charts) | 12             |
| Australia (Kent Music Report)                    | 8              |
| Austria (Ö3 Austria Top 40)                      | 13             |
| Bélgica (Flandes) (Ultratop 50)                  | 3              |
| Bélgica (Flandes) (VRT Top 30)                   | 3              |
| Canadá (RPM Top Singles)                         | 1              |
| Estados Unidos (Billboard Hot 100)               | 1              |
| Estados Unidos (R&B Singles)                     | 33             |
| Estados Unidos (Hot Dance Club Songs)            | 6              |
| Estados Unidos (Cash Box)                        | 1              |
| Finlandia (Suomen virallinen lista)              | 19             |
| Francia (IFOP)                                   | 4              |
| Irlanda (IRMA)                                   | 3              |
| Italia (FIMI)                                    | 18             |
| Noruega (VG-lista)                               | 11             |
| Nueva Zelanda (Recorded Music NZ)                | 8              |
| Países Bajos (Dutch Top 40)                      | 2              |
| Países Bajos (Mega Single Top 100)               | 3              |
| Reino Unido (UK Singles Chart)                   | 3              |
| Suecia (Sverigetopplistan)                       | 6              |
| Suiza (Schweizer Hitparade)                      | 11             |

| País           | Lista (1978)      | Posición |
| -------------- | ----------------- | -------- |
| Australia      | Kent Music Report | 41       |
| Bélgica        | Ultratop 50       | 29       |
| Canadá         | RPM 200 Singles   | 5        |
| Estados Unidos | Billboard Hot 100 | 16       |
| Estados Unidos | CashBox           | 10       |
| Francia        | IFOP              | 54       |
| Italia         | FIMI              | 54       |
| Nueva Zelanda  | Recorded Music NZ | 42       |
| Países Bajos   | Dutch Top 40      | 12       |
| Países Bajos   | Single Top 100    | 37       |

### Certificaciones
| País                  | Certificación | Ventas certificadas |
| --------------------- | ------------- | ------------------- |
| Australia (ARIA)      | Platino       | 70 000‡             |
| Estados Unidos (RIAA) | Oro           | 1 000 ^             |
| Reino Unido (BPI)     | Plata         | 250 000^            |

Nota: ^ Cifras de ventas basadas únicamente en la certificación